# Papyrus 91
Papyrus 91 (nach Gregory-Aland mit Sigel {\displaystyle {\mathfrak {P}}}91 bezeichnet) ist eine frühe griechische Abschrift des Neuen Testaments. Dieses Papyrusmanuskript enthält Fragmente der Apostelgeschichte: die Verse aus den Kapiteln 3,13–4,4 und 4,9–5,1. Mittels des paläographischen Befunds wurde die Handschrift auf das 3. Jahrhundert datiert.

## Text
Der griechische Text des Kodex repräsentiert den Alexandrinischen Texttyp. Philip W. Comfort ordnete es der proto-alexandrinischen Textkategorie zu, obwohl der Umfang für eine genaue Zuordnung zu fragmentarisch und gering ist.

## Aufbewahrungsort
Der größere Teil von {\displaystyle {\mathfrak {P}}}91 wird an der Instituto di Papyrologia an der Universität Mailand (P. Mil. Vofl. Inv. 1224) in Mailand aufbewahrt. Der kleinere Teil wird am Ancient History Documentary Research Centre an der Macquarie University (P. Macquarie inv. 360) in Sydney aufbewahrt.